# Tri zakona robotike
Tri zakona robotike je osmislio pisac naučne fantastike Isak Asimov. Prvi put se pojavljuju u njegovoj kratkoj priči "Kolo-naokolo" iz 1942. godine (iz zbirke Ja, robot iz 1950), i oni glase:
1. Robot ne sme povrediti ljudsko biće niti, svojom neaktivnošću, dozvoliti da ljudsko biće bude povređeno.
2. Robot mora poštovati naređenja ljudskih bića, osim ako se ta naređenja ne kose sa Prvim zakonom.
3. Robot mora da štiti sopstvenu egzistenciju, osim ako se to ne kosi sa Prvim i Drugim zakonom.[1]

Ovi zakoni predstavljaju organizacioni princip i temu koja sjedinjuje sve Asimovljevе priče i romane zasnovane na robotima, tj. romane iz ciklusa Roboti, priče povezane sa ovom serijom i ciklus Lucky starr. Tri zakona su inkorporirana u skoro sve pozitronske robote koji se pojavljuju u njegovoj fantastici, ne mogu da se zaobiđu i zamišljeni su kao sigurnosna mera. U mnogim Asimovljevim pričama gde su roboti centralne figure, oni se ponašaju na neobične načine koji su posledica primene Tri zakona na situacije u koje dospevaju. Mnogi drugi pisci u naučnoj fantastici i drugim žanrovima su usvojili Tri zakona i pozivaju se na njih, a ponekad ih i parodiraju.
Asimov i drugi autori su menjali i razvijali prvobitne zakone. Sam Asimov je načinio male izmene zakona u različitim knjigama i kratkim pričama kako bi dalje razvio načine na koje roboti i ljudi utiču i reaguju jedni na druge. U kasnijim delima, gde roboti preuzimaju odgovornost za upravljanje čitavim planetama i ljudskim civilizacijama, Asimov dodaje  i četvrti, ili nulti zakon, koji prethodi ostalima:
0. Robot ne sme nauditi čovečanstvu niti, svojom neaktivnošću, dozvoliti da se čovečanstvu naudi.
Tri zakona, kao i nulti, prožimaju naučnu fantastiku i navode se u mnogim knjigama, filmovima i drugim medijima, a takođe su uticali i na razmišljanje o etici veštačke inteligencije.

## Istorijat
U priči Ostali roboti, koja je objavljena 1964, Asimov je primetio da je, kada je počeo da piše, 1940. godine, "jedan od najčešćih zapleta u naučnoj fantastici bio... da roboti bivaju napravljeni i na kraju ubijaju svog tvorca. Znanje nosi sa sobom određene opasnosti, tačno, ali da li je rešenje odricati se znanja? Ili znanje treba koristiti kao zaštitu od opasnosti koje donosi?" On odlučuje da se u njegovim pričama roboti neće "glupavo okretati protiv svojih tvoraca bez ikakvog drugog razloga osim da bi protestovali, po ko zna koji put, zbog faustovskog zločina i kaznjavali ih."
Asimov je kasnije napisao da ne treba njemu pripisivati zasluge za stvaranje Zakona, jer su oni bili "očigledni od starta i svako ih podsvesno zna. Oni samo nisu bili formulisani u kratke rečenice dok ja u tome nisam uspeo. Tri zakona važe, naravno, za svaki alat koji ljudska bića koriste", i "njima analogni zakoni implicitno važe kod konstruisanja skoro svih vrsta alatki, bile one robotske ili ne":
1. Zakon 1: Alatka ne sme biti nebezbedna za korišćenje. Čekići i šrafcigeri imaju drške kako bi se bolje držali u ruci. Moguće je, naravno, da se osoba povredi sa nekom od ovih alatki, ali ta povreda bi bila posledica nekompetentnosti te osobe, a ne dizajna alatke.
2. Zakon 2: Alatka mora da obavlja svoju funkciju, osim ako to ne ugrožava korisnika. Za to postoje zaštitne sklopke. Svaka alatka koja radi biće isključena ako strujno kolo detektuje da se neka struja ne vraća na neutralni provodnik i da prema tome možda prolazi kroz korisnika. Bezbednost korisnika je najvažnija.
3. Zakon 3: Alatka se ne sme uništavati tokom njenog rada, osim ako je uništenje neophodno za njenu upotrebu ili zbog bezbednosti. Na primer, burgije neke bušilice su konstruisane da što je moguće duže izdrže da se ne polome, osim ako posao ne zahteva da se potroše. Osim toga, one su napravljene tako da se polome u trenutku kad bi brzina šrapnela mogla nekog ozbiljno da povredi (delove tela koji nisu oči, s obzirom da se zaštitne naočare moraju nositi u svakom trenutku).

## Primene u budućoj tehnologiji
Roboti i veštačke inteligencije sami po sebi ne sadrže niti poštuju Tri zakona; njihovi ljudski tvorci moraju da ih isprogramiraju za to i da osmisle načine kako to da urade. Već postoje roboti (kao na primer Roomba) koji su suviše jednostavni da bi razumeli kada nanose bol ili nekoga povređuju i shodno tome znali da se zaustave. Mnogi od njih su napravljeni sa fizičkim zaštitama kao što su odbojnici, signali upozorenja itd. Čak i najkompleksniji roboti koji se trenutno proizvode nisu u stanju da razumeju i primene Tri zakona; uznapredovala veštačka inteligencija bi trebalo da bude to u stanju, a čak i kad bi dostigla nivo ljudske inteligencije, etička kompleksnost Tri zakona kao i njihova kulturološka/kontekstualna uslovljenost ne bi ih činila dobrim kandidatom za formulisanje ograničenja prilikom konstrukcije robota. Međutim, kako roboti postaju kompleksniji, tako raste i interes za osmišljavanje smernica i mera zaštite prilikom njihovog funkcionisanja.
Pisac naučne fantastike Robert Sojer zastupa stanovište da, s obzirom da su Oružane snage SAD-a glavni izvor finansiranja robotskog istraživanja (i već koriste naoružane bespilotne letelice za ubijanje neprijatelja), postoji mala verovatnoća da će se ovakvi zakoni ugraditi u njih. U zasebnom eseju, Sojer generalizuje ovo tvrđenje kako bi obuhvatio i druge industrije:
Razvoj veštačke inteligencije je biznis, a poznato je da su industrije notorno nezainteresovane za primenu osnovnih zaštitnih mera - a naročito onih filozofskih. (Nekoliko kratkih primera: duvanska industrija, auto-industrija, nuklearna industrija. Nijedna od pomenutih se nije od starta izjasnila da su osnovne mere zaštite neophodne, sve su odbile spolja nametnute mere zaštite i nijedna nije prihvatila apsolutni ukaz protiv nanošenja štete ljudima.)

## Bibliografija
- Asimov, Isaac (1979). In Memory Yet Green. Doubleday.  0-380-75432-0.
- Asimov, Isaac (1964). "Introduction". The Rest of the Robots. Doubleday.  0-385-09041-2.
- James Gunn. (1982). Isaac Asimov: The Foundations of Science Fiction. Oxford u.a.: Oxford University Pr..  0-19-503060-5.
- Patrouch, Joseph F. (1974). The Science Fiction of Isaac Asimov. Doubleday.  0-385-08696-2.

## Spoljašnje veze
- Mi, roboti - Elementarijum (Centar za promociju nauke)